# Тримай дистанцію
Тримай дистанцію (італ. La giusta distanza) — італійський драматичний фільм 2007 року режисера Карло Мадзакураті.

## Сюжет
У невеличке італійське рибацьке селище на кілька місяців приїжджає нова молода вчителька Мара (Валентина Льодовіні). Невдовзі вона має виїхати до Бразилії.  Її краса привертає увагу багатьох чоловіків. Серед них і молодий Джованні, початкуючий журналіст, який допомагає їй вирішувати проблеми у користуванні інтернетом. Її поява не тільки пожвавлює життя усіх мешканців, а й стає причиною ланцюга фатальних подій.

## Ролі виконують
- Валентина Льодовіні — Мара
- Фабриціо Бентивольйо — репортер Бенчівенья

## Навколо фільму
- Стимулом для сценариста Марка Петтенелло та режисера Карло Мадзакураті став фільм створений у 1962 році режисером Робертом Малліганом «Убити пересмішника».

## Нагороди
- 2007 Нагорода Римського міжнародного кінофестивалю:
  - за найкращий фільм — Карло Мадзакураті[it]
  - премія Вільної асоціації художників (L.A.R.A) за найкращого італійського перекладача — Джузеппе Баттістон[it]
- 2008 Премія «Срібна стрічка» Італійського національного синдикату кіножурналістів:
  - премія Гульєльмо Бірагі[it] — Валентина Льодовіні
  - за найкращий сюжет[it] — Доріана Леондеф [it], Карло Мадзакураті[it]